# Óriás jávorantilop
Az óriás jávorantilop (Taurotragus derbianus) az emlősök (Mammalia) osztályának párosujjú patások (Artiodactyla) rendjébe, ezen belül a tülkösszarvúak (Bovidae) családjába és a tulokformák (Bovinae) alcsaládjába tartozó faj.
Afrikai kérődző, amely a világ legtermetesebb antilopfaja. Tudományos neve Edward Smith-Stanley, Derby 13. grófja, a nagy angol természettudós és gyűjtő nevét viseli.

## Előfordulása
Az óriás jávorantilop Közép-Afrika és Nyugat-Afrika szavannáinak lakója.

## Alfajai
A területen két alfaj osztozik:
- Taurotragus derbianus darbianus) J. E. Gray, 1847 – Szenegáltól Maliig
- Taurotragus derbianus gigas Heuglin, 1863 – Kameruntól Dél-Szudánig

## Megjelenése
Az óriás jávorantilop nevével ellentétben nem sokkal nagyobb rokonánál, a jávorantilopnál. Leginkább a színezetben és a szarvhosszban akadnak eltérések: az óriás jávorantilop alapszíne vörösesebb, az oldalán pedig minden esetben 8-12 vékony, függőleges fehér csík fut végig. Fejtől hátközépig rövid, fekete sörény fut az állat gerince mentén. A bikák ennél a fajnál is viselnek homloksörényt és toroklebenyük is nagy, de ebben az esetben nem a test többi részével megegyező a színe, hanem fekete. A fejen is vannak sötét foltok.
A bikák nagyobbak a teheneknél, tömegük 400 – 1000 kilogramm, míg a tehenek mindössze 300-600 kilogrammot nyomnak. A faj átlagos testhossza 210-345 centiméter, marmagassága pedig 150-180 centiméter között mozog. A többszörösen csavart, egyenes szarvak a hímek esetében akár 120 centiméteres hosszt is elérhetnek, míg a nőstények tülkei kb. fele ekkorák.

## Életmódja
A félénk, meglepően jól futó és ugró óriás jávorantilop a nap hűvösebb óráiban aktív, ekkor legeli fűfélékből, levelekből és gyümölcsökből álló táplálékát. A legforróbb órákat nyugalomban tölti. A faj alapvetően kb. 25 egyedből – gyakran többől is – álló csordákban él, amelyek az esős évszak váltakozását követve vándorolnak. A csordák zömmel tehenekből és fiatal borjakból állnak, a hozzájuk tartozó kevés bika között ritka a hierarchiában elfoglalt posztért vívott harc. Számos bika magányosan él, és várja, hogy megtermékenyíthető nőstények keresztezzék útját – territóriumot azonban nem tartanak fenn. A fiatal egyedek az elválasztást követően kb. 2 évig ifjonccsapatokat alkotnak, majd ezt követően a nemek egynemű csordákba különülnek el.

## Szaporodása
A párzás általában az esős időszakban történik. A tehenek 3 napig sárlanak, majd a megtermékenyítést követően 8-9 hónapos vemhesség után világra hozzák egyetlen borjukat. A fiatal állat csak rövid ideig csatlakozik a csordához: eleinte rejtekhelyén eteti anyja, majd a 4-6 hónap után bekövetkező elválasztás után kb. két évre külön fiatalcsordák jönnek létre. Kb. 2 éves korukra a nőstény állatok elérik az ivarérettséget (a bikák csak 4-5 évesen), ekkor alakulnak ki az egynemű csapatok. Az óriás jávorantilop akár 25 évig is élhet.

## Védettsége
A Nemzetközi Vörös Könyvet kiadó IUCN szerint a nyugati óriás jávorantilop veszélyeztetett, míg a keleti óriás jávorantilop státusza mérsékelten veszélyeztetett. A helyiek omlós húsa és erős bőre, a külföldiek pedig trófeájáért vadásszák. A túlvadászat mellett élőhelyének pusztulása és a marhapestis miatt fenyegeti veszély. Az állomány zöme ma védett parkokban él, elsősorban Szenegálban.

## Képek

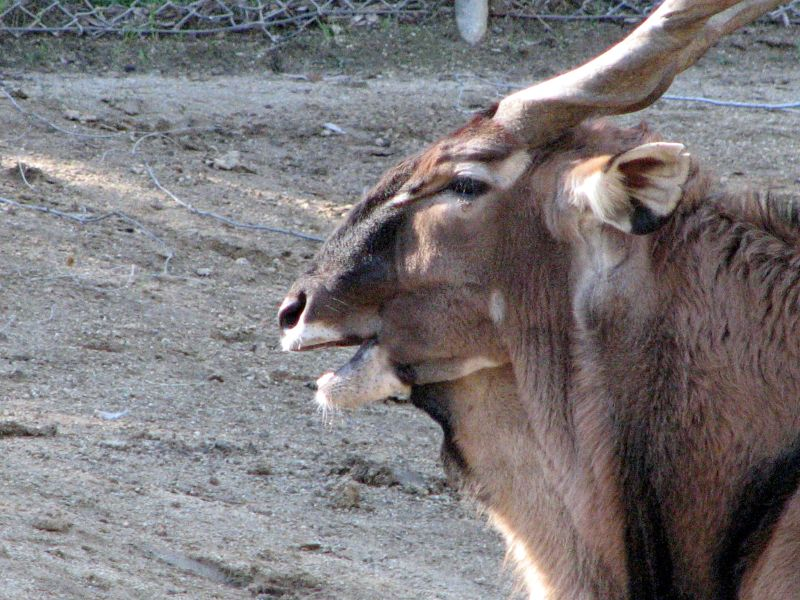
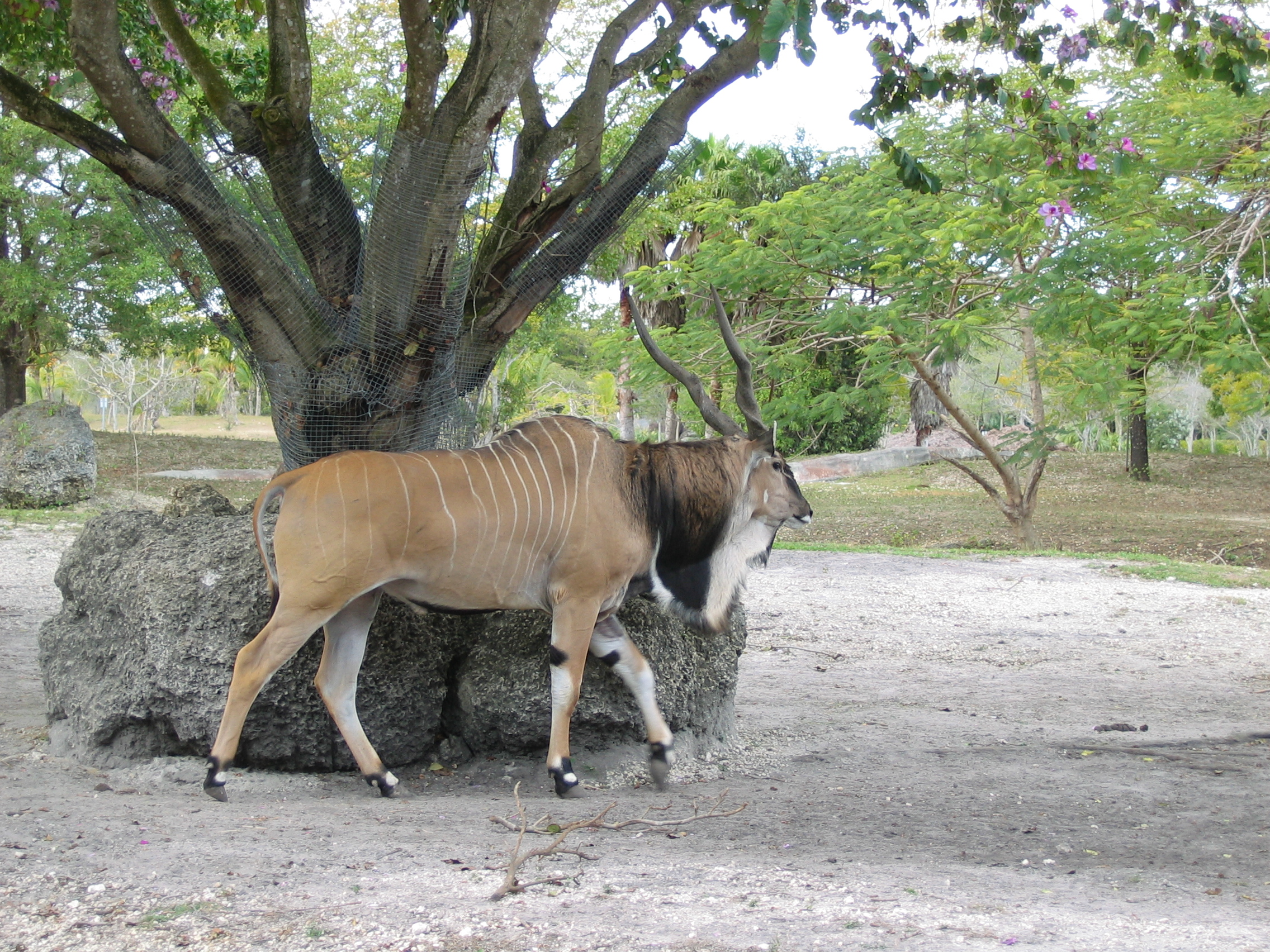